# Орюктю-Хутор
Орюктю-Хутор (кирг. Өрүктү-Хутор) — село в Иссык-Кульском районе Иссык-Кульской области Кыргызстана. Входит в состав Орюктинского аильного округа. Код СОАТЕ — 41702 215 850 03 0.

## Население
По данным переписи 2009 года, в селе проживало 627 человек.